# 日高栄三郎
日高 栄三郎（ひだか えいざぶろう、1870年1月23日（明治2年12月22日） - 1943年（昭和18年）3月18日）は、明治から昭和時代前期の政治家、漁業家。貴族院多額納税者議員。

## 経歴
日高亀市の長男として日向国（現宮崎県）に生まれる。東京の水産伝習所で学んだ後、郷里に帰り赤水浦で父と共にブリ漁を経営する。大敷網の改良に努め、1910年（明治43年）日高式大謀網を完成させる。
宮崎県会議員を務めたのち、1903年（明治36年）宮崎県多額納税者として貴族院議員に互選され、同年1月6日から1918年（大正7年）9月28日まで在任した。
その他、大日本水産会理事、宮崎製氷取締役、日本酒造監査役などを務めた。

## 親族
- 父：日高亀市（漁業家）
- 妻：日高竹子（三島通庸三女）